# Лучковцы
Лучковцы (укр. Лучківці) — село в Заболотцевской сельской общине Золочевского района Львовской области Украины.
Население по переписи 2001 года составляло 869 человек. Занимает площадь 2,33 км². Почтовый индекс — 80661. Телефонный код — 3266.

## История
В 1946 г. Указом ПВС УССР село Кадлубское переименовано в Лучковцы.